# Свинцювання
Свинцю́вання або покривання́ свинце́м (англ. lead plating (coating)) — нанесення на поверхню металевих виробів шару свинцю або сплавів свинцю (переважно типу «олово — свинець» на основі олова, яке у цьому випадку носить назву «лудіння» а саме покриття — «полуда»). Товщина свинцевого покриття становить 50…2000 мкм залежно від його призначення.

## Методи свинцювання
Покриття наносять електролітичним осадженням металу, плакуванням, зануренням виробів у розплавлений метал або розпиленням розплавлених металів спеціальними апаратами — металізаторами.
Електролітичне осадження свинцю здійснюють з борфтористоводневих, кремнефтористоводневих або фенолсульфонових електролітів. При свинцюванні зануренням у розплавлений метал (гомогенний спосіб) додають або 2…25 % Sn, або 1…10 % Sb. При цьому застосовується безперервне свинцювання смуг і поштучне свинцювання листів, наприклад, для автомобільної промисловості (для виготовлення бензобаків, радіаторів тощо). При гомогенному свинцюванні зазвичай на виріб попередньо наносять тонкий шар олова, а далі — розплавлений свинець. Свинцювання плакуванням застосовується у виробництві біметалевих пласти, труб та плоских анодів.

## Використання
Свинцювання металізацією використовується переважно для покриття збірних металоконструкцій великих розмірів.
Свинцюванням створюють антикорозійні покриття поверхонь, що контактують із сірчаною кислотою, бензином та деякими хімічно агресивними газоподібними продуктами а також, захищають вироби від дії рентгенівського проміння. Свинцювання застосовують, також, при виготовленні біметалів.